# Vita consecrata
Vita consecrata é uma exortação apostólica escrita pelo Papa João Paulo II, publicada em 25 de março de 1996. A exortação é um documento pós-sinodal. Seu subtítulo é “Sobre a vida consagrada e sua missão na Igreja e no mundo”.
Na vida consagrada, as pessoas se comprometem com os conselhos evangélicos de castidade, pobreza e obediência. Suas vidas testificam os valores do Reino de Deus. A profissão de castidade, pobreza e obediência rejeita a idolatria de qualquer coisa criada e aponta para Deus como o bem absoluto.

## Organização
- Introdução
- Capítulo 1 - Confessio Trinitatis - As Origens da Vida Consagrada no Mistério de Cristo e da Trindade
- Capítulo 2 - Signum Fraternitatis - A Vida Consagrada como Sinal de Comunhão na Igreja

Este capítulo desenvolve exemplos específicos de vida consagrada, como freiras de clausura e irmãos religiosos (parágrafos 59-60).
- Capítulo 3 - Servitum Caritatis - Vida Consagrada: Manifestação do Amor de Deus no Mundo
- Conclusão